# جت سليمة (مسلسل)
جت سليمة هو مسلسل كوميدي مصري تم عرضه في موسم رمضان 1444 هـ. المسلسل من إخراج إسلام خيري وبطولة دنيا سمير غانم، محمد سلام، هالة فاخر، بيومي فؤاد وسلوى خطاب.

## قصة المسلسل
تدور قصة جت سليمة في إطار من الكوميديا والفانتازيا، خلال سليمة وهى فتاة في أواخر العشرينيات من العمر، تعمل محررة في دار للنشر، وتعيش مع والديها عفاف ومحيي، وتتسم بالتفاني في عملها، فهى صاحبة رقم قياسي في قراءة الروايات بدار النشر، وتعثر على كتاب مسحور يعيدها إلى الماضي لتواجه العديد من المغامرات الكوميدية والمواقف الطريفة.